# Agatea schlechteri
Agatea schlechteri là một loài thực vật có hoa trong họ Hoa tím. Loài này được Melch. mô tả khoa học đầu tiên năm 1925.